# Tallinns frivilliga brandkårs stationshus

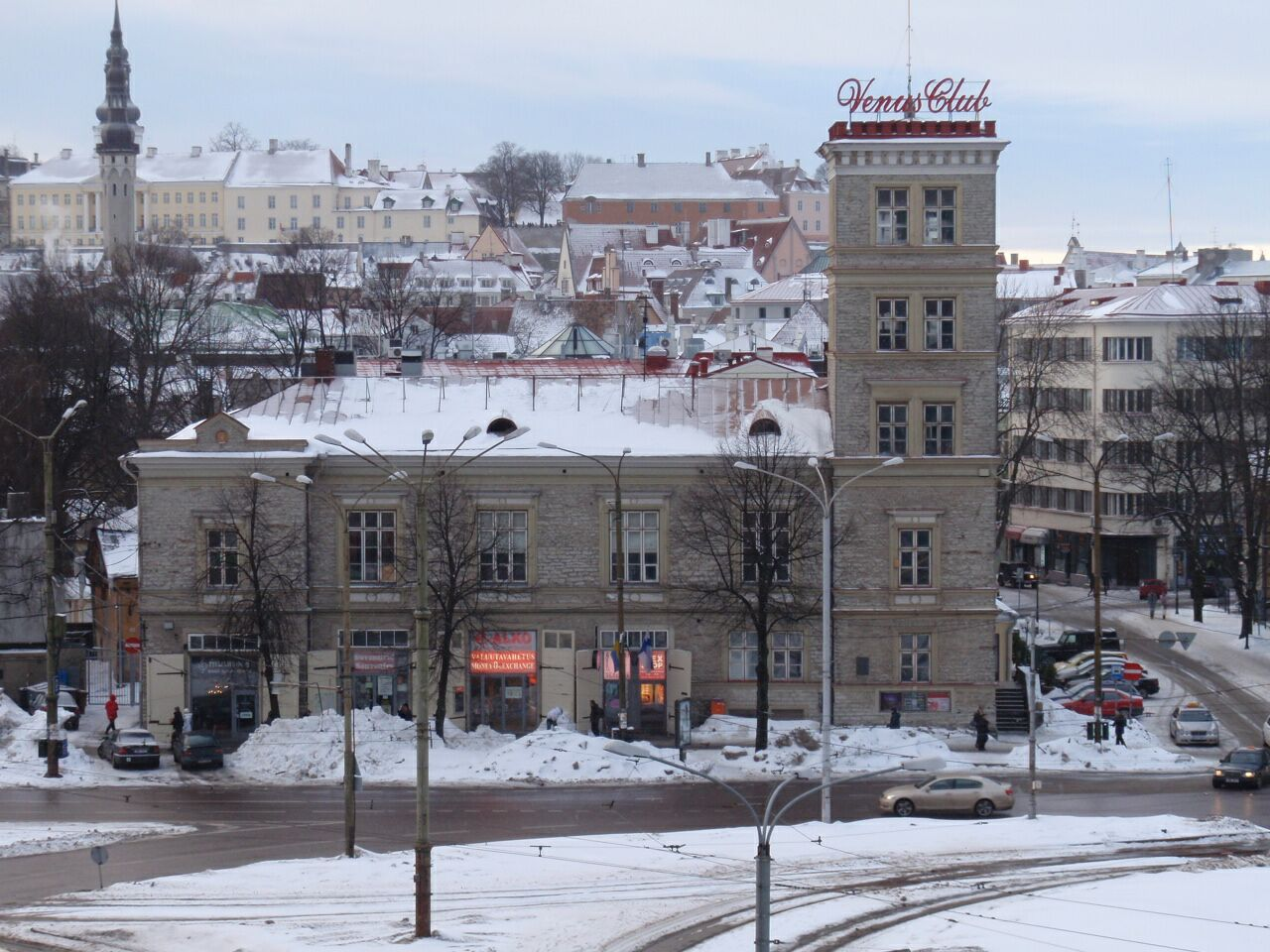
Brandstationen med neonskylt för Venus Club ovanpå tornet, 2010

Tallinns frivilliga brandkårs stationshus ("Tuletõrjehoone") är en byggnad vid Gamla Virugatan och Virutorget i Tallinn i Estland.
Denna Estlands äldsta överlevande brandstation ritades av arkitekten Ferdinand Kordes byggdes av murad kalksten.  År 1922 utvidgades byggnaden efter ritningar av Georg Hellat. 
Byggnaden har länge utnyttjats som konsertsal. Från 1947 användes den av Tallinn Militia Club, bland annat som bio. Från 1955 var den en danshall, och 2000 öppnade nattklubben Venus Club.
Byggnaden inrymde mellan 1974 och 2004 också Estlands brandbekämpningsmuseum. Den är ett byggnadsminne.